# Canthigaster compressa
Canthigaster imprimé
Espèce
Statut de conservation UICN

 LC  : Préoccupation mineure
Canthigaster compressa, ou communément nommé Canthigaster imprimé, est une espèce de poisson marin démersale de la famille des Tetraodontidae. Canthigaster compressa est un poisson de petite taille pouvant atteindre 12 cm de long.
Le Canthigaster imprimé fréquente les eaux tropicales de la partie occidentale de l'Océan Pacifique. Il affectionne les zones sablonneuses peu profondes des lagons, ports, et passes, il se rencontre entre 2 et 16 m de profondeur. Il a une activité diurne.